# Complètement Fou
Complètement Fou é o terceiro álbum de estúdio do trio francês Yelle, lançado na França em 29 de setembro de 2014 e mundialmente em 02 de outubro de 2014.

## Antecedentes e produção
Em julho de 2014, foi anunciado que o novo álbum da Yelle, seria lançado no final de setembro de 2014. O álbum foi produzido por Dr. Luke, que descobriu o trio através de seu remix de Katy Perry, "Hot n Cold". Yelle assinou um contrato com a gravadora de Dr. Luke, Kemosabe Records, em que o álbum foi lançado. O álbum foi precedido pelo single "Bouquet final", para o qual um vídeo de letras estreou em 30 de junho de 2014. 'Complètement Fou' foi lançado em 29 de setembro de 2014.
Para o «Quobz». www.qobuz.com, uma loja francesa de música online, o terceiro álbum da Yelle impõe uma certa perfeição na composição e direção. E disse que 'raramente electro-pop feito na França tinha alcançado esse nível'.
Julie também disse, em uma entrevista ao blog «Indiepoprock». www.indiepoprock.fr, que Dr. Luke 'adorava Safari Disco Club' e que 'veio ver-nos várias vezes em turnê. Ele era fascinado pela maneira que fazemos. Foi uma troca de emprego'. Também falou o porque 'L’Amour Parfait' se tornou um projeto para compartilhar:
| “ | Poderia ter sido [adicionada] em "Safari Disco Club". Mas nós gostamos de sair em pequenos projetos como este. Além disso, em trabalhar sobre este título, havia o que estava faltando e eventualmente foi encontrado por fazer 2 vezes mais ritmo lento. | ” |

## Promoção
Yelle lançou, em parceria com a produtora de aplicativos móveis "Pomp&Clout", um aplicativo para iOS intitulado Yelle Translator. A função dele é traduzir as letras que tem nos vídeos de letras do canal VEVO do grupo, sendo duas línguas: francês e inglês.

## Alinhamento de faixas
| Edição padrão  |                               | |         |  |
| N.º            | Título                        | Compositor(es)                                                                                                 | Duração |  |
| 1.             | "Complètement fou"            | Henry Walter, Jean-Francois Perrier, Jerome Echenoz, Julie Budet & Lukasz Gottwald                             | 3:49    |  |
| 2.             | "Bassin"                      | Jean-Francois Perrier & Julie Budet                                                                            | 2:59    |  |
| 3.             | "Coca sans bulles"            | Alexander Castillo Vasquez, Henry Walter, Jean-Francois Perrier, Jerome Echenoz, Julie Budet & Lukasz Gottwald | 3:38    |  |
| 4.             | "Les soupirs et les refrains" | Jean-Francois Perrier, Jeremy Coleman, Jerome Echenoz, Julie Budet & Rick Witherspoon Jr.                      | 3:44    |  |
| 5.             | "Nuit de baise I"             | Jean-Francois Perrier, Julie Budet & Oliver Goldstein                                                          | 2:14    |  |
| 6.             | "Toho"                        | Alexander Castillo Vasquez, Jean-Francois Perrier, Jerome Echenoz, Julie Budet & Vaughn Oliver                 | 2:53    |  |
| 7.             | "Moteur action"               | Jean-Francois Perrier, Jerome Echenoz, Julie Budet & Mathieu Jomphe Lépine                                     | 3:23    |  |
| 8.             | "Florence en Italie"          | Allan Grigg, Henry Walter, Jean-Francois Perrier, Jerome Echenoz, Julie Budet & Lukasz Gottwald                | 4:14    |  |
| 9.             | "Un jour viendra"             | Henry Walter, Jean-Francois Perrier, Julie Budet & Lukasz Gottwald                                             | 3:30    |  |
| 10.            | "Nuit de baise II"            | Jean-Francois Perrier & Vaughn Oliver                                                                          | 1:19    |  |
| 11.            | "Jeune fille garnement"       | Alexander Castillo Vasquez, Jean-Francois Perrier, Jerome Echenoz & Julie Budet                                | 4:21    |  |
| 12.            | "Dire qu'on va tous mourir"   | Jean-Francois Perrier, Julie Budet & Oliver Goldstein                                                          | 1:33    |  |
| 13.            | "Bouquet final"               | Alexander Castillo Vasquez, Jean-Francois Perrier, Jerome Echenoz & Julie Budet                                | 4:12    |  |
| Duração total: | Duração total:                | Duração total:                                                                                                 | 41:56   |  |

| Faixa bônus da iTunes |                |                                     |         |  |
| N.º                   | Título         | Compositor(es)                      | Duração |  |
| 1.                    | "Je t'adore"   | Jean-Francois Perrier & Julie Budet | 3:25    |  |
| Duração total:        | Duração total: | Duração total:                      | 45:22   |  |

## Desempenho nas tabelas musicais

### Charts
| Tabela musical (2014)       | Melhor posição |
| --------------------------- | -------------- |
| França (SNEP)               | 52             |
| Bélgica (Wallonie Ultratop) | 157            |

## Histórico de lançamento
| Região | Data                   | Formato             | Gravadora |
| ------ | ---------------------- | ------------------- | --------- |
| França | 29 de setembro de 2014 | CD download digital | Kemosabe  |
| Mundo  | 02 de outubro de 2014  | download digital    | Kemosabe  |